# Kościół Świętych Apostołów Piotra i Pawła w Gnieźnie
Kościół św. Piotra i Pawła w Gnieźnie – kościół późnobarokowy z 1780, mieszczący się na cmentarzu św. Piotra i Pawła przy ul. Kłeckowskiej w Gnieźnie, usytuowanym na wzgórzu Piotrowo, zwanym także Zajezierzem.

## Historia
Kościół ufundowany w XIII w. przez kapitułę gnieźnieńską, zaś pierwsza wzmianka o nim pochodzi z 1357 roku. Pierwotny kościół strawił pożar w 1613 roku, kolejny drewniany wzniesiono pomiędzy 1680 a 1690 rokiem, zaś obecny w 1780 z polecenia prymasa Antoniego Ostrowskiego. W 1823 roku zlikwidowano istniejącą przy nim parafię, w 1832 roku założono wokół niego cmentarz, zaś 25 listopada 1941 roku ustanowiono kościołem filialnym parafii archikatedralnej.
Kościół nie ma wieży, jest jednonawowy, z marmurową posadzką. Znajdują się w nim witraże z XVII w., neogotycki ołtarz z późnogotyckimi rzeźbami św. Piotra i Pawła z końca XV w. oraz drewnianym tabernakulum.
14 lutego 2010 prymas Henryk Muszyński konsekrował świątynię.

### Krypta kościelna
W lipcu 2011 roku z polecenia ówczesnego prymasa Polski abp. Józefa Kowalczyka rozpoczęły się trwające przeszło rok prace remontowe i adaptacyjne krypty pod kościołem, którą prymas poświęcił 2 listopada 2012 roku. Jesienią 2012 roku ekshumowano i przeniesiono do niej doczesne szczątki czterech biskupów pomocniczych gnieźnieńskich, pochowanych dotąd wokół kościoła:
- Lucjana Bernackiego (zm. 1975),
- Jana Michalskiego (zm. 1989),
- Jerzego Dąbrowskiego (zm. 1991)
- Jana Czerniaka (zm. 1999)

24 października 2020 roku w krypcie spoczął biskup pomocniczy senior Archidiecezji Gnieźnieńskiej Bogdan Wojtuś. Krypta obecnie nie jest udostępniona dla zwiedzających.